# Bahnhof Aumenau
Der Bahnhof Aumenau ist ein Bahnhof an der Lahntalbahn. Er befindet sich gegenüber der Ortschaft Aumenau am Ufer der Lahn.

## Geschichte
Wie ein Großteil der Bahnhöfe an der Lahntalbahn, ist auch das 1862 errichtete, siebenachsige Bahnhofsgebäude ein Typenbau. Die Lagerschuppen entstanden um 1900. Gleichwohl das im Westen der Bahnanlage gelegene Stellwerkhäuschen mit dem mechanischen Stellwerk Af vermutlich erst um 1950 errichtet wurde, ist es in der gleichen Bauweise gehalten. Die gesamte Anlage steht unter Denkmalschutz.
Am westlichen Ende des Bahnhofes gab es früher das Wärterstellwerk Aw.
Der Bahnhof diente in erster Linie dem Erzverkehr. Bis 1970 wurde über eine Grubenbahn Erz aus den Gruben Strichen und Lindenberg verladen. Dazu gab es westlich des Stellwerkes Af ein hohes Sturzgerüst und mehrere Gleise. Sämtliche Gleise und Anlagen für den Güterverkehr sind entfernt. Das Ende der Grubenbahn mit dem Widerlager der Brücke ist noch erkennbar.
Seit Beginn des 20. Jahrhunderts gibt es nahezu durchgehend Gastronomie im Bahnhof.

## Verkehr
Auf der Lahntalbahn verkehrten bis Dezember 2011 Regionalbahnen der Deutschen Bahn AG im Stundentakt zwischen Limburg und Gießen, teilweise weiter nach Alsfeld/Fulda. Seit dem Fahrplanwechsel 2011/2012 am 11. Dezember 2011 werden die RB-Leistungen auf diesem Abschnitt der Lahntalbahn von der Hessischen Landesbahn GmbH durchgeführt. Eingesetzt werden hierfür Triebwagen vom Typ Alstom Coradia Lint 41 (DB-Baureihe 648).
| Linie | Verlauf | Takt   |
| ----- | --- | ------ |
| RB 45 | Lahntalbahn/Vogelsbergbahn: Limburg (Lahn) – Eschhofen – Kerkerbach – Runkel – Villmar – Arfurt (Lahn) – Aumenau – Fürfurt – Gräveneck – Weilburg – Löhnberg – Stockhausen (Lahn) – Leun/Braunfels – Solms – Albshausen – Wetzlar – Dutenhofen (Kr Wetzlar) – Gießen – Gießen Licher Straße – Großen Buseck – Reiskirchen (Kr Gießen) – (Saasen – Göbelnrod –) (zweistdl) Grünberg – (Lehnheim –) (zweistdl) Mücke (Hess) – (Nieder-Ohmen –) (zweistdl) Burg- und Nieder-Gemünden – Ehringshausen (Oberhess) – Zell-Romrod – Alsfeld (Oberhess) – Lauterbach (Hess) Nord – Angersbach – Bad Salzschlirf – Großenlüder – Oberbimbach – Fulda Stand: Fahrplanwechsel Dezember 2021 | 60 min |

Die Regional-Express-Züge der DB (RE 25) fahren ohne Halt durch den Bahnhof. Für die RE-Leistungen werden Triebwagen vom Typ Alstom Coradia Lint 27 und Lint 41 (Baureihen 640 und 648) sowie Bombardier Talent (Baureihe 643) eingesetzt.